# In the region of the summer stars (album)
In the region of the summer stars is het debuutalbum van The Enid. Bij de teloorgang van de oude symfonische rock en de opkomst van de punk roeide The Enid tegen de stroom in, het is haast orkestrale progressieve rock, die beter paste bij de eerste muziekalbums van Barclay James Harvest. Godfrey was kortstondig gelieerd aan die band. In the region of the summer stars behandelt losjes een aantal tarotkaarten, maar is ook grotendeels gewijd aan de leden zelf. De muziek van In the region slingert heen en weer tussen rock en semi-klassieke muziek. Het album was niet erg succesvol en werd door EMI al snel uit de handel genomen. The Enid wilde dat het album verkrijgbaar bleef, maar EMI wilde niet meer, maar het wilde kennelijk ook de rechten niet afstaan. In 1984 kwam daarom een vernieuwde versie uit, gedeeltelijk opnieuw opgenomen. In 2010 kwam het originele album weer uit bij The Enid zelf.
Het was de bedoeling een album te maken met zang en muziek, maar uiteindelijk werd gekozen voor een puur instrumentaal album met lange melodielijnen (daar had punk het niet zo op begrepen).

## Musici
- Robert John Godfrey – toetsinstrumenten
- Stpehen Stewart – gitaar
- Francis Lickerish – gitaar
- Glen Tollet – basgitaar, tuba, toetsinstrumenten
- Neil Cavanaugh – dwarsfluit
- Dave Storey – slagwerk en percussie
- Dave Hancock – trompet

## Muziek
| Nr. | Titel                                                          | Duur |
| --- | -------------------------------------------------------------- | ---- |
| 1.  | Fool/The falling tower (Godfrey, Lickerish)                    | 6:16 |
| 2.  | Death, the reaper (Godfrey, Lickerish)                         | 3:59 |
| 3.  | The lovers (Godfrey)                                           | 5:17 |
| 4.  | The devil (Godfrey, Lickerish)                                 | 4;14 |
| 5.  | The sun (Godfrey, Lickerish)                                   | 4:39 |
| 6.  | The last judgement (Godfrey, Lickerish)                        | 8:12 |
| 7.  | In the region of the summer stars (Godfrey, Lickerish, Tollet) | 6:19 |

In the region of the summer stars is ook de titel van een gedicht van Charles Williams over Avalon. Het nummer is ter nagedachtenis aan Finchden Manor (een school), alwaar de leden van The Enid elkaar ontmoetten.  